# Poiana Frății
Poiana Frății – wieś w Rumunii, w okręgu Kluż, w gminie Frata. W 2011 roku liczyła 227 mieszkańców.